# دگرشاخکی‌ها
دگرشاخکی‌ها (نام علمی: Heterocercus) نام یک سرده از تیره رنگینک است.

## گونه‌ها
- رنگینک کاکل‌نارنجی (Heterocercus aurantiivertex)
- رنگینک کاکل‌زرد (Heterocercus flavivertex)
- رنگینک کاکل‌آتشی (Heterocercus linteatus)